# Delottococcus trichiliae
Delottococcus trichiliae är en insektsart som först beskrevs av Charles Kimberlin Brain 1915.  Delottococcus trichiliae ingår i släktet Delottococcus och familjen ullsköldlöss. Inga underarter finns listade i Catalogue of Life.